# 一夫多妻制
- イスラム教徒のみ合法
- 合法
- 一部の地域で合法（インドネシア）
- 違法だが犯罪とならない
- 違法かつ犯罪となる
- 不明

- エリトリア、インド、フィリピン、シンガポール、スリランカでは、一夫多妻制はイスラム教徒のみ合法。
- ナイジェリア、南アフリカでは、イスラム教徒は慣習法に基づき一夫多妻制が法的に認められている。
- モーリシャスでは、一夫多妻制は法的に承認されないが、イスラム教徒の男性は最大4人の女性と「結婚」することができるとされる。妻の法的地位は認められない。

----
- エリトリア、インド、フィリピン、シンガポール、スリランカでは、一夫多妻制はイスラム教徒のみ合法。
- ナイジェリア、南アフリカでは、イスラム教徒は慣習法に基づき一夫多妻制が法的に認められている。
- モーリシャスでは、一夫多妻制は法的に承認されないが、イスラム教徒の男性は最大4人の女性と「結婚」することができるとされる。妻の法的地位は認められない。

一夫多妻制（いっぷたさいせい）は、一人の男性が同時に二人以上の妻を持つ制度。
本来は「複婚」を指す「ポリガミー (polygamy)」の語が充てられるが、一夫多妻は術語としてはpolygynyという語を用いる。また、結婚と同様、婚姻についての厳密な一般的定義は不可能である以上、文化人類学／歴史学的に一夫多妻の結婚状態として扱う範囲も定義によって変容する。その点で「一夫多妻制」という言葉を用いる際は「一夫多妻」以上に制度的・法律的側面を強調することになるが、一般にはほとんど区別されない。

## 生物学的意義
ヒト以外の動物にも一夫多妻制は確認されており、生物学的にいうと、一夫一婦制や乱婚制との関係は、雄（男性）から雌（女性）への繁殖投資の有無と深く関係していると考えることができる。
一夫多妻制を営む動物の雄は、配偶関係にある雌に対して保護や食物の供給を通じて投資を行わず、より多くのエネルギーを、より多くの雌と配偶行動をとることにつぎ込むことで自らの遺伝子を持つ子孫をより多く残す繁殖戦略をとるものが多い。乱婚制との違いは、なわばりなどの手段によってより多くの雌を囲い込み、そこからライバルの雄がそれらの雌と配偶関係を持つことを排除する、すなわち雌という繁殖資源の資源防衛を行う点にある。つまり、繁殖に費やすエネルギーの投資をより多くの雌を獲得することだけに注ぐのではなく、雌の囲い込みとライバルオスの排除に相当量投資することで、より確実に自らの子孫を残そうとしているわけである。このような繁殖戦略を取る動物としては、繁殖期に非常に多くの雌を囲い込み、ライバルオスを激しい闘争によって排除して交尾にはげむ、チンパンジー、ゴリラなどの霊長類やゾウアザラシやアシカ、ライオンなどが代表的なものとして挙げられる。
一夫多妻制の動物において、遺伝子に選択圧がかかり、淘汰される方向性は、個々の動物のより細かい繁殖システムによって異なる。囲い込まれる雌の側が雄の特定の形質を選択して選ぶ動物の場合、雌によってより好まれる形質を発現する遺伝子が選択されることになる。一方、ゾウアザラシのように、繁殖に適した地理的条件の場所を雄が激烈な闘争によって独占する動物の場合には、雄の闘争能力にかかわる遺伝子に強い選択圧がかかる。ゾウアザラシの巨大な雄は、こうした選択圧によって誕生したと考えられている。
一方、ヒトの場合には、婚姻制度と遺伝子の選択圧の方向は単純には決められない。例えば前近代の一夫多妻制では、しばしば女性の側からの男性の選択は認められておらず、家と家との取り決めなど共同体の意思が重視された。そのため女性の好みの形質の淘汰が起きたとは考えられない。また先述のようにヒトの一夫多妻制を実現する基礎条件は、男性側の社会的地位、経済的地位の高さによる女性とその子供への投資能力であるが、こうした地位の実現に関わる遺伝的な素質に関しても、その時代や社会による変動が大きく、一概に論じることは困難である。

## 文化人類学的観察
一夫多妻制は世界的にかなり広範に観察されるが、その成立要因については多様な説が並立しており、単純に論ずることはできないものの、原始的な成立要因という論点においての婚姻適齢期の両性の人口不均衡を原因とする説は否定されている。
一夫多妻制を形態の面から観察する場合、「姉妹型一夫多妻制」と「非姉妹型一夫多妻制」に大きく分けることができる。
姉妹型一夫多妻制は一人の男性が姉妹を妻として娶る婚姻の形態である。姉妹型一夫多妻制は社会的階層分化の進展にともなって減少する場合が多く、原始社会で多い一方で古代から減少する。姉妹型一夫多妻制が婚姻する双方の両親の結合を重視する社会において、婚姻を社会的紐帯の非常に重要な要素とみなし、社会的安定性の担保としたためと考えられる。社会の階層分化や権威の発達にともない、このような結合の重要性が比較的減退していき、姉妹型一夫多妻制が一般的にはあまり見られなくなってゆく。古代においても経済的に上層に位置する人々のあいだでは遺制を残していることもあるが、中世に入るとほとんどみられない。
一方、非姉妹型一夫多妻制は、単に妻たちが姉妹ではないというだけであって非常に広範なものであり、一概に論ずることはできない。冒頭の語義定義にあるように、婚姻の定義の範囲によって妻が一人で妾が複数という状態を一夫多妻制とみるかどうかが変容するからである。法的・制度的側面から考慮した場合、妾を持つことが事実上認められている状態であっても一夫一妻制となる一方、社会的・人類学的側面から考慮した場合は一夫多妻制となる。この際着目すべきは、妻たちのあいだに存在する差異であるが、これも正妻と妾らという形態のほかに、多数の正妻、また正妻以下順次序列のある形態などさまざまである。したがって婚姻と同様、一夫多妻制についても、個別社会的文脈からの把握が中心とならざるを得ない。

## 歴史的観点
先述のように一夫多妻制は概念史的に論ずることは困難であり、個別具体的な社会的文脈から把握せざるをえない。したがって本節では各文化での一夫多妻制のあり方を記述する。婚姻は生活の重要な要素であり、生態的・地域的な要素と同様に宗教的規範として規制が行われる分野である点に注意が必要である。

### イスラームにおける一夫多妻制
一夫多妻制社会の具体例として採り上げられることが多いのがイスラーム社会である。ここではイスラームにおける一夫多妻制を説明するが、イスラーム世界は地域的には非常に多様な世界からなり、それらの地域が必ずしもイスラーム的規範のみから婚姻制度を確立しているわけではなく、地域的慣行なども影響する点は注意が必要である。これらについては地域別の婚姻制度についても参照。
イスラームにおける一夫多妻制は法源をコーランとするイスラーム法的制度である。男性は4人まで妻を娶ることができる。しかしコーランの規定上、夫は妻を保護し扶助を与える義務があり、またそれぞれの妻の間に差異を設けることは決して許されない。これらの条件を満たせないときは一夫一妻が奨励され、夫が義務を怠ったりそれぞれの妻の扱いに差異を設けた場合は離婚申し立てと賠償の根拠となりうる。ただし、この妻を平等に扱う規定に対しては、実際のイスラームの歴史において特に強調されるようになったのは、近代に入り女性の人権を擁護する動きが強まってからである。近代以前は、（イスラームに限ったことではないが）やはり女性の権利は制限されていた。
なお、東京イスラミックセンターのWebSiteの「イスラム教入門」では、「人間の男性の性の能力は一夫一妻制を遥かに超えており、不自然な姿である」としている。
4人までと明言されているが正当な理由があれば5人以上の妻を持ってもよいとされている。実際にイスラム教国の王侯貴族には5人以上の妻が公式にいることはめずらしくなく、5人目以降の妻の子であっても継承権などにおいて差別されることはない。
正当な理由かどうかの判断はウラマーによって行われ、5人目以降の妻を持つ場合にはウラマーに申し出て正当な理由であることを証明するファトワーを発行してもらう必要がある。
イスラーム社会で一夫多妻制が制度として確立したことに対して、イスラーム法学者からはウンマ（イスラーム共同体）の初期（イスラーム帝国時代）の社会状態が背景にあると説明されることが多い。正統カリフ時代は戦争が相次ぎ、女性は故郷に残されたまま寡婦となることもあった。この際の経済的扶助手段として導入された、とされる。また教義面からはイスラームは宗教的に結婚と社会的再生産を奨励するため、女性の結婚する権利を重視する。しかしながら戦時など一時的に男女間の人口不均衡が起こった際に女性が結婚できにくくなる可能性があり、この際に女性の結婚権を保障するために一夫多妻制が導入されたとも説明しうる。また前近代もしくは発展途上国において、男性による女性への選好の容認および血統主義の観点から、一夫一妻制で子をなせない場合に男性が妻以外の女性と子をなすことが想定され、これを制度化することにより、男性優位的な婚姻制度に一定の安定性を持たせたものともいえる。
一般的にはオリエンタリズム的な乱脈で淫靡なイメージがイスラームの一夫多妻制から想起されているが、現在の日本の学会の主流見解ではこのようなイメージの大部分は外部世界の偏見や無知、また悪意ある宣伝に基づいたものであるとされている。イスラームにおける婚姻制度は法的に極めて厳格であり、二人以上の妻をもつ場合の男性の経済的負担は非常に大きいものとなる。したがって一定以上の社会的地位と経済的実力を持たない限り二人以上の妻を持つことは困難である。歴史的にイスラーム社会においても二人以上の妻をもつのはごく限定的なものであり、それ以上は大商人などの非常に限られた層だけであったことが明らかになっている。
近代に入ると、社会の安定に伴って一夫多妻は減少し、さらにヨーロッパ法の導入にともない、イスラーム社会においても一夫一妻がほとんどとなった。これに対しては当初の理念的としては女性差別の制度ではなかったとしつつも、社会秩序維持上必ずしも必要な制度ではない、もしくは時代にそぐわないとしてムスリムが大多数の国家でも一夫多妻の婚姻にかかわる審査を非常に厳格化している国も存在する。2009年時点において、現在法律によって、完全に一夫多妻制を禁止している国としては、トルコとチュニジアが挙げられる。

### 預言者ムハンマドの特例
クルアーン第2章によれば、預言者ムハンマドには4人を超える妻が認められていた。実際には22人が確認されており、正式に結婚したのが16人、妾が4人、その他が2人となっている。これは、イスラム教の教義として認められている。

### アフリカにおける一夫多妻制
ブラックアフリカではイスラム教国以外でも、宗教とは関係なく一夫多妻制である国が多い。南アフリカ共和国第12代大統領のジェイコブ・ズマが一夫多妻を実践しているのは有名であり、2009年時点で三人の妻が居て、この三人の妻は公式行事等にも交互に出席している。ただし、南アフリカ共和国全体が一夫多妻を公認しているわけではなく、その習慣がある部族（ズマの出身部族もその一つ）に限って認められているものである。
夫の下に大家族を形成することが多いアジアや北アフリカと異なり、アフリカの一夫多妻婚では、妻たちは別々に暮らしていて、妻子の家を夫が順に訪れるという形態が一般的である。この種の一夫多妻が行われる地域には母系社会もしばしば見られる。

### キリスト教における一夫多妻制
キリスト教においては、イエス・キリストが「1人の男子と1人の女子が結婚して一体となることが神が定めたもうた秩序である」ことを公言し、そのことが『新約聖書』（マタイ伝19：4-6及びマルコ伝10：5-9、ルカ伝16：18）に明記されたことで、キリスト教会では一夫一妻制が神の定めた制度であると認識され、それ以外での婚姻・性的関係は認めていない。
近世ヨーロッパの王室では、側室は許されなかったが、公妾があり、宗教上、婚姻関係ではないが、実態としては、複数の女性と関係をもった。

#### ミュンスター再洗礼派における一夫多妻制
16世紀のドイツ農民戦争後に台頭した再洗礼派の指導者のヤン・ファン・ライデンは、1534年のミュンスター包囲の際に一夫多妻制の導入を布告し、自らも15人の妻を所有した。理念上は旧約聖書を根拠とした原理主義的な主張だったが、最も大きな理由は、当時のミュンスターの男女比が男性1に対して女性が3倍以上という不均衡な状態にあったことにある。この布告は強制力を持っており、市内の未婚の女性は強制的に結婚させられたが、市内の男女関係は混乱して諍いが多発した。

#### モルモン教における一夫多妻制
アメリカ合衆国のモルモン教においては、末日聖徒イエス・キリスト教会の第2代主管長のブリガム・ヤングによる約束の地へのモルモン開拓者の移動で信者約6千人を失い、準州ユタ（現ソルトレイクシティ）に到着した際に一夫多妻制（ポリガミー）をとったが、ウィルフォード・ウッドラフの神から中止を啓示されて1890年に廃止されたとされる。このことと引き換えにより、1895年に準州からユタ州に昇格した。ただし、合衆国上院公聴会にて第5代大管長のジョセフ・フィールディング・スミスは一夫多妻状態にあることを認めており、モルモン教主流派においては少なくとも20世紀初頭まで、またアリゾナ州など他州との州境では、近年までみられたという。20世紀半ばにモルモン教主流派から分離したFLDS（モルモン教原理主義派）は、その後も一夫多妻の教義を保持している。

## 日本の一夫多妻制度
日本では、江戸時代には上流社会において男子の家督跡取を生むという名目の元で「側室制度（そくしつせいど）」があった。「室」というのは妻女を指し、普通は正室（正妻）は1人、側室は複数人だったが、例外もあって厳密なものではなかった。跡取となる息子は彼女らの内の誰かが生母となるのである。男子の跡取を生んだ側室の扱いは、時代や身分によって大きく異なり多様であった。天皇や公家・武士に限らず、富裕商人が「妾」を持つ例は少なくなかった。
明治3年（1870年）に制定された明治国家最初の刑法典『新律綱領』は、妾を妻と同じく二親等と認めることで、一夫多妻制の法整備をした。さらには妾を正妻に格上げすることも認められた。明治6年（1873年）8月の大政官指令では、戸籍上でも妾を妻の次に記載することが定められた。近代キリスト教国的な重婚の禁止を規定した民法の施行により一夫多妻制は制度的にはなくなったが、近代において地位ある男性が妻と別に愛人をもつ風潮は広くみられた。社会的地位があり、晩年まで愛人を囲った一例としては、渋沢栄一がいる（後述、「変遷・その他」）。アイヌの一部では裕福な男性が複数の妻を持つこともあったが、民法の施行により和人と同じく禁止された。
日本の大奥はオスマン帝国のハーレムと比較した場合、皇太子（嫡子）を生んだ女性が母后として絶大な権力を握ることはなく、あくまで正室＝御台所の生活のための役所であり、側室の立場は弱い（山本博文 『大奥学事始め 女のネットワークと力』 NHK出版、後述書p.112）。また大奥女中の気位は高く、相手が大名でも、敬称の「殿」を抜いて、「○○守」といった具合に呼び捨てにすらしていたため、必ずしも女性の地位が低かった訳ではない。
日本の一夫多妻を記録した海外の資料としては、中国の『魏志倭人伝』の他、ルイス・フロイスが豊臣秀吉について、「その諸宮殿内に200人以上の婦人を所有している」と記述したが、誤解に基づくともされる（鈴木旭 『面白いほどよくわかる 戦国史』 日本文芸社 2004年 p.207）。

### 変遷・その他
- 春成秀爾は、縄文時代に一夫多妻や多夫一妻だったものが弥生時代になり一夫多妻にしぼられたとする（佐原眞 『体系日本の歴史1 日本人の誕生』 小学館 1987年 p.217）。例として、縄文期の千鳥窪遺跡では一夫多妻、加曽利遺跡では一夫多妻と多夫一妻、三ツ沢遺跡や女老山遺跡では多夫多妻が人骨から確認されている（同書 p.216 図）。
- 日本における一夫多妻制の社会を物語る文献記述として、『魏志倭人伝』には、「大人皆四五婦下戸或二三婦」とある。このことから、日本では3世紀頃から一夫多妻制の社会が確認できる[6]。ただし、大林太良はこの記述を「本格的な家父長型（の一夫多妻）ではなく、妻の労働力を求めて複数の妻をめとる型」にあたるものとし（『邪馬台国』、後述書）、原島礼二もこの考えを支持し、大人と下戸という身分において、妻の数に大差がないことを言及している（原島礼二 『〈日本史＝16〉古代の王者と国造』 教育者 新装第1刷1985年（旧1刷79年）  p.49）。森浩一は、倭人伝において、「妻が嫉妬をしなかった」という記述に関して、第一婦人を別格として、第二婦人以降は第一婦人に統轄されていた可能性を示唆しており（後述書 p.114）、分業体制（例として、第二婦人は洗濯、第三婦人は飯炊きなど）によって、嫉妬が表面化せずに運営できたとする（後述書 p114）。東南アジアの一部では最近までそうした形が見られたことを挙げ、むしろ第一婦人が旦那に対し、「そろそろ第二婦人を持ったらどうか」と勧めるのが普通であり、多く妻がいる方が第一婦人にとっては、プレステージが上がるとする（上田正昭 大林太良 森浩一 『対談古代文化の謎をめぐって』 社会思想社 1977年 p.114）。
- 奈良時代の戸籍からも、一夫多妻が珍しくなかった事が確認される（佐原眞 『体系日本の歴史1 日本人の誕生』 p.216）。ただし、当時の戸籍には、「嫡子・庶子・妻・妾（しょう）」と記されるが、一説（関口裕子・父系擬制説）には、家の跡取りとしての嫡子制が庶民の家族に存在していたことや、妻・妾同居の家父長制家族が成立していた訳ではなく、対偶婚段階（婚姻史上、一夫一婦の前段階で、流動的・非排他的な一対の男女の結合）の複数の妻達の1人が戸籍上の妻であり、その子が嫡子とされ、以外は機械的に妾・庶子と記載されているに過ぎないとする（後述書 p.53）。また戸籍には、やもめ（パートナーのいない）の幼児連れの男性や独身女性が異常に多く、一里単位で見ると、両者はほぼ人数的に対応し、実家に出戻ったやもめの幼児連れ女性も多く見られ、実態は通い婚の婚姻関係にある男女だが、戸籍上では独身のように見える夫婦別籍となっていて、子供はそのどちらかに記載されている（義江明子 『古代女性史への招待 <妹の力>を超えて』 吉川弘文館 2004年 p.54）。
- 平安後期の一夫多妻制に関しては、『新猿楽記』などの研究から、一説（脇田晴子 「母性尊重思想と罪業観」『母性を問う』上、人文書院、後『日本中世女性史の研究』所収、東京大学出版会）に役割が分担されており、「母性」・「家政能力」・「性愛」に類型化されるとする（服藤早苗 『平安朝の女と男』 中公新書 6版2001年 p.195）。「元妻」（もとのめ、離婚した妻ではなく、「正妻」の意）は、夫より年齢は上であり、母性機能（子を残す）に加え、その両親の権勢と経済力を有し（同書 pp.196 - 197）、「次の妻」は、夫と年齢は同じくらいだが、諸々の家政・家治を担い、武具管理も行っていた（同書 pp.197 - 198）。そして「第三の妻」は夫より若く、性関係が求められた（同書 p.197）。
- 近年、これまでの通説に対する批判として、日本で一夫一妻制が制度化されたのは江戸幕府の武家諸法度が最初であり、それ以前は正妻と同格の扱いを受けていた別妻、それ以外の妾によって構成されていたとする説がある（福田千鶴「一夫一妻制の原則と世襲制」『歴史評論』747号）。この説では側室という概念が生まれるのは別妻が持てなくなった後に後継者を生んだ妾を遇するために江戸時代中期になってから成立したとしている。
- 江戸時代では、10人近く側室を置く大名は、15万石以上、国持格以上の大名の場合が多く（後述書）、小大名は通常2、3人であるが、例外として、鳥居忠意（壬生藩主）は3万石でありながら、側室が10人近くあり、その内、子を産んだのは5、6人で、子を20人残した（後述書 p.179）。多くの側室をもったきっかけとしては、鳥居が参勤交代によって帰国する際、正室を置いて行かなければならなかったが、正室の方が余りの寂しさに焦がれ死んでしまい、以降、鳥居は正室（継室）をもたなくなったが、代を残すために側室は増やしたためとされ（その後、側室同士が嫉妬から刺殺事件を起こしたため、側室すら廃止する）、磯田道史は、「イケメン大名の悲劇」として著作で紹介している（磯田道史 『日本史の探偵手帳』 文春文庫 2019年 pp.177 - 179）。
- 近代以前の日本では一夫多妻制こそが自然の摂理に合致し、人倫に従ったものであるとする思想が存在した。それは、当時の日本社会は祖先崇拝を重視し、その一環として子孫を絶やさず家名を存続させることが人間の倫理として最も重要だとする認識を持っていたことによる。これは儒学者の新井白石や会沢正志斎、仏教僧の養鸕徹定らが一致して一夫一妻制を反自然・反倫理的な行動であると明言して、それをキリスト教を「邪宗門」と見なす根拠として用いている[3]。日本において民法に重婚禁止規定が設けられるのは、1898年のことである。
- 近代期に一夫多妻が法律で禁じられた後も妾の風習は残り、社会的地位の高い例としては、「日本資本主義の父」と呼ばれた渋沢栄一が挙げられる（後述書 p.238）。渋沢は近代商業道徳を、儒教を用いて世間に説いたが、女性関係だけはだらしなかったため（後述書 p.238）に渋沢家の女性からも度々攻撃され（後述）、当人も自覚があり、「婦人関係以外は、一生を顧みて俯仰天地に恥じない」と語っていた（後述書 p.238）。43歳の時、最初の妻である千代を亡くすと、後妻兼子との間に4男5女をもうけ、この時期に妾も多数いたため、子供の数は30人を超えるとみられ（後述書 p.238）、最後に子供をもうけたのは80歳過ぎとなる（後述書 p.239）。そのため、孫娘の華子は、「私も若い頃は祖父を何というヒヒジジイと軽蔑していた」（後述書 p.238）と証言し、妻兼子も、「父さまは儒教という上手いものをお選びだよ。耶蘇教なら大変だよ」と皮肉交じりの発言を残している（守屋淳訳 『現代語訳 論語と算盤』 ちくま新書 第23刷2018年(1刷2010年) pp.238 - 239）。守屋淳は、栄一の孫である敬三の思い出話と照らした上で、渋沢栄一の偉業を支えていたのは（これらの）人並外れたバイタリティによると評している（前同 p.239）。前述の兼子の皮肉からも分かるように、儒教的価値観に基づいているが、19世紀末の『古事類苑』には、「40過ぎたら後妻は持つべからず（前妻の子に悪い）」とあるように、当時としても、必ずしも一般的とはいえない。

## 有名な一夫多妻の人物
チンギス・カン（モンゴル帝国初代皇帝、1162年 - 1227年）
『元史』『集史』の記述として、第4オルドまでで30人を超し、側室を含めると40人。一説に世界で最も子孫を残した人物とされる。
アセントゥス・アクク（ケニア、1918年 - 2010年10月3日）
あだ名はアクク・デンジャーで、生涯で120人と結婚した。カトリックのルオ族の家に生まれる。20歳で、手先の器用とセンスの良さで衣料品店を開いて街一番の金持ちになった。35歳の時点で45回の結婚をしており、79歳で18歳の女性と最後の結婚をした。2010年10月3日、92歳で亡くなる。息子が106人、娘は104人で、教師、医師、弁護士、パイロット、運転手、宅配員などになった。
一夫多妻が珍しくはないケニアでも、アククのように120人と結婚したのは非常に珍しい。
シオナ・チャナ（インド、1945年7月21日 - 2021年6月13日）
一夫多妻制を認めるキリスト教宗派の指導者。妻39人と子ども94人を持つ。

## 備考
- 一夫多妻が認められている地域・社会でも多妻を有する男性の割合は10パーセントに過ぎず（後述書 p.47）、その他は独身男性であり、実質的には男性格差社会とされる（中野信子 『不倫』 文春新書 2018年 p.48）。ただし、アフリカの部族の中には、一夫多妻が盛んであっても一生独身者がほとんどいない地域もあるとされ（後述書 p.113）、理由の一つとして、結婚の安定性が低く（結婚が固定化していない）、景気が良ければ増やすが、景気が悪くなれば減らし、極端な場合は一度独身になり、景気が良くなるまで待ち、戻ったら増やす（後述書 p.113）。また結婚の年齢差も挙げられ、例として、女性が17、8歳で結婚し、男性が30くらいになって結婚することによって、結婚する女性の人口のサープラス（多様な人材確保）ができやすくなる（上田正昭 大林太良 森浩一 『対談古代文化の謎をめぐって』 社会思想社 1977年 p.113）。
- 合衆国に併合される以前のハワイも貴族の上層だけは多妻制が普及していたが、高貴な女性は多夫制もみられた（後述書 p.38）。ただし支配的な婚姻形態はすでに一夫一婦婚へ転化し始めていた[8]。
- アメリカの先住民ワンパノアグ族は、女性がリーダーとなることもある社会だが（後述書 p.437）、一夫一婦・一夫多妻・離婚の全てが認められた社会であり、その理由として、部族や血族に対する忠誠の方が結婚による結び付きより神聖と考えられていたためである（クリストファー・ロイド 訳・野中香方子 『137億年の物語 宇宙が始まってから今日までの全歴史』 文芸春秋 第18刷2014年 p.437）。前述、前近代のハワイ社会同様、特定の婚姻形態に固定されている訳ではない。
- 古代ギリシアの『イーリアス』によれば、ギリシアでは一夫一婦制が原則であるのに対し、トロイアのプリアモス王は一夫多妻制を取っており、婚姻制度が異なっていた（後述書 p.180）。しかし、そのプリアモスの王子であるヘクトールは一夫一婦を取っており、妻アンドロマケと共にギリシア語の名前であり、これはギリシア詩人が敵方の理想的人物として創造したものと考えられている（後述書 p.180）。この婚姻制の違いがトロイア戦争の原因になったともみられ、パリス王子のギリシアの王妃誘拐もそれほど重大な罪の意識がなかったとみられる（後述書 p.180）。また神話上、ギリシアの主神ゼウスは多くの妻を娶っているが、一方で嫉妬深い正妻のヘラは一度も浮気をしておらず、これは正規の結婚＝一夫一婦の守護神として、社会的次元における貞潔の女神の機能・役割があったものと考えられている（藤縄謙三 『ギリシア神話の世界観』 新潮選書 1971年 p.178）。
- レオナルド・ダ・ヴィンチの父セル・ピエロは生涯に4人の妻をめとり、レオナルドを含め13人の子をもうけている（佐藤幸三編 文・青木昭 『図説 レオナルド・ダ・ヴィンチ』 河出書房新社 （初版96年）6刷2006年 p.28）。これはプロテスタントが形成される（16世紀）以前にも実態としては再婚がみられたということである（王室には公妾の文化もある）。
- 中国を統一した秦の始皇帝は、戸籍による富国強兵政策から単婚制（一夫一婦）を推奨しており（『史記』秦始皇帝本紀）、南方である越だった地域の習俗を改めさせようとした（鶴間和幸 『中国の歴史03 ファーストエンペラーの遺産 秦漢帝国』 講談社 2004年 pp.86 -87）。裏を返すと、元の越であった南方地域の婚姻習俗は単婚制ではなかった。
- 漢代、淳于長（許皇后の姉とも関係をもつほど女性関係が多い）は大逆罪の事件が発覚する以前、6人の小妻（妾）を離縁して再婚させたことから、小妻の1人に関して、連座して死罪にすべきかどうかが議論となり、犯罪時に妻であったものは刑が適用されるべきという主張に対し、孔光は儒教的判断から義の繋がりは断たれているため、死罪すべきではないと判決した（鶴間和幸 『ファーストエンペラーの遺産 秦漢帝国』 pp.281 - 282）。義の繋がりの有無が連座を左右した話で、法律より優先されている。
- 古来、中国の漢民族は、亡くなった父兄の妻妾を自分の妻とすること＝レビラト婚を嫌悪したが（後述書 p.64）、胡族の風習にはこれがあり（後述書 p.64）、漢族を保護した後趙の皇帝石勒（4世紀初め）は、この風習を禁じさせている（川本芳昭 『中国の歴史05 中華の崩壊と拡大 魏晋南北朝』 講談社 2005年 p.64）。こうした融和政策の背景には仏教（部派）があったと指摘されている（前同 p.65）。このレビラト婚は一夫多妻制の社会では、必然的に多妻となるが、一夫一婦の下では、女性の方が再婚しているため、時間差の多夫制となる。
- 中国北斉の代に記述された『顔氏家訓』（6世紀末）の後妻の記述として、「後妻は前妻の子に必ず悪い」と記述され、日本においても『和名類聚抄』（10世紀中頃）婚姻類の項に引用され、『古事類苑』（19世紀末）においては、「40歳を過ぎたら、後妻は取るべからず」とあり、その影響から社会的に時間差的な後妻に関しては否定的に記述されている。なお、和名類聚抄の「後夫」に関しても、顔氏家訓の引用がみられる。

- おたくには複数の異性キャラを嫁(二次元嫁)としている者がいる。複数の異性キャラを嫁(二次元嫁)としているオタク趣味を掲げる著名人に、お笑い芸人の松崎克俊がいる。